# Saint-Nazaire (Gard)
Saint-Nazaire (in occitano Sent Nazari) è un comune francese di 1 200 abitanti situato nel dipartimento del Gard, nella regione dell'Occitania.

## Società

### Evoluzione demografica
Abitanti censiti